# Gaylord Kuba Di-Vita
Gaylord Kuba Di-Vita, né le 17 novembre 1995 à Uccle (Bruxelles), est un athlète belge spécialiste du sprint court.

## Biographie
Gaylord Kuba débute l'athlétisme en 2016, après avoir quitté son ancien sport, le Football américain.
Il réussit a se hisser rapidement au top du ranking belge et est sélectionné pour participer aux Championnats d'Europe d'athlétisme par équipes 2017 et aux Championnats d'Europe d'athlétisme par équipes 2019.

## Palmarès

### Championnats de Belgique
| Outdoor | 2016 (U23) | 2017 (U23) | 2018 | 2019 | 2020 |
| ------- | ---------- | ---------- | ---- | ---- | ---- |
| 100m    | -          | 1re        | -    | 2e   | -    |
| Indoor  | 2016       | 2017       | 2018 | 2019 |      |
| 60m     | -          | 2e         | 3e   | 3e   | 2e   |

### Championnats Internationaux
| Date | Compétition                       | Lieu    | Résultat | Épreuve | Temps   |
| ---- | --------------------------------- | ------- | -------- | ------- | ------- |
| 2017 | Championnats d'Europe par équipes | Vaasa   | 9e       | 4x100 m | 41 s 10 |
| 2019 | Championnats d'Europe par équipes | Sandnes | 3e       | 4x100 m | 40 s 07 |

## Records
| Épreuves | Épreuves  | Temps   | Lieu              | Date            |
| -------- | --------- | ------- | ----------------- | --------------- |
| 60 m     | En salle  | 6 s 73  | Gand              | 16 février 2020 |
| 100 m    | Plein air | 10 s 43 | La Chaux-de-Fonds | 30 juin 2019    |